# 736
736 (DCCXXXVI) var ett skottår som började en söndag i den julianska kalendern.

## Händelser

### Okänt datum
- Prästen Rōben bjuder in Shinshō till lektioner i Avatamsaka Sutra på Kinshōsen-ji (senare Tōdai-ji); vilket anses vara rötterna till Kegonskolan inom buddhismen i Japan.
- Den första humleproduktionen sker i Hallertauregionen i dagens Tyskland.

## Födda
- Hun Zhen, kinesisk general.
- Zhao Jing, kinesisk kansler.

## Avlidna
- Lu Xiangxian, kinesisk kansler.